# Geashill
Geashill es una localidad situada en el condado de Offaly, en Irlanda. Según el censo de 2022, tiene una población de 386 habitantes.
Está ubicada en el centro del país, a poca distancia al este del río Shannon, en la cadena de las montañas Slieve Bloom.